# Isomorfismo de grupo
Em álgebra abstrata, um isomorfismo de grupos é uma função entre dois grupos que gera uma correspondência biunívoca entre os elementos de ambos respeitando-se as operações de cada grupo. Se existe um isomorfismo entre dois grupos, eles são chamados de isomorfos. Do ponto de vista da teoria de grupos, grupos isomorfos possuem as mesmas propriedades e não é preciso fazer distinção entre eles.

## Definição
Sejam (G, *) e (J, {\displaystyle \Delta }) grupos genéricos. Dizemos que uma aplicação {\displaystyle f:G\longrightarrow J} é um isomorfismo do grupo G no grupo J se, e somente se,
1. f é bijetora;
2. f é um homomorfismo de grupos.

Se G = J, um isomorfismo {\displaystyle f:G\longrightarrow G} chama-se automorfismo de G.